# راید (فیلم ۲۰۱۲)
راید (انگلیسی: Ride) یک نماهنگ کوتاه است که در سال ۲۰۱۲ منتشر شد. از بازیگران آن می‌توان به لانا دل ری اشاره کرد.